# 函容丸
函容丸(かんようまる)は、日本海軍の運送船。
竣工後に開拓使へ譲渡され函館丸と改称した。

## 艦型
木造気船で、
帆装は2檣ブリッグ型。
主機は直立双置気筒機械でシリンダーの直径は660mm、行程は540mmだった。
ボイラーは方形缶1基で蒸気圧力は2kg/cm2。
計画出力は250実馬力(60名馬力)だった。
要目表は『海軍省報告書』、『横須賀船廠史』などによった。
その他の文献による主な要目は以下の通り。
- 『日本近世造船史』:長さ175 ft (53.34 m)、幅20 ft (6.10 m)、トン数373トン、63馬力[8]
- 『近世帝国海軍史要』:排水量450英トン[9]
- 『日本海軍史』第7巻:長さ50.9m、幅7.1m、吃水2.7m、排水量450トン、250馬力[10]

## 艦歴
明治4年度計画で横須賀造船所で建造された。
計画時に名称は60馬力運送船。
明治4年9月(1871年10月から11月)に起工、
1873年(明治6年)10月23日午後5時に進水式が行われ、勝海舟海軍大輔が臨場し、
涵容と命名された。
しかし10月25日に秘史局から涵の字には(船に)水が入る意味があり函容にしてはどうか、と提案があった。
函は包む意味で漢籍には「函之如海」(これを包むこと海の如し)とあり、
函容は広く包容力のある意味となる。
そこで10月27日に改めて函容と命名の達が出された。
12月9日に船長が任命された。
函容丸は竣工まで造船寮の所轄であるが、艤装中の艦船乗員の給与規則がまだ決まっていなかった。
このため函容丸は12月17日に提督府所轄の運送船となった。
任務は12月の時点で測量船を予定していた。
1875年(明治8年)1月13日、六等船と定められ、当分は予備艦とされた。
同年3月13日に竣工、
17日に公試運転を実施、この時は開拓使の派出員も視察した。
既に開拓使へ55,000円で譲渡と決まっており、3月20日に開拓使に引き渡された。
なお『日本海軍艦船名考』では3月22日に交付、
『記録材料・海軍省報告書第一』では3月24日に交付としている。
開拓使は船名を函館丸と改称した。

### 函館丸
1875年(明治8年)12月19日、自衛のために8cm砲4門を備え付けたいと申請があった。
同年12月27日に函館丸など開拓使所有の3隻は一時的に海軍の附属船とされた。
江華島事件の事後処理のために黒田特命辨理大臣を朝鮮に派遣、彼を護送する軍艦の附属船という形だった。
1882年(明治15年)に開拓使が廃止され、函館丸は4月7日に農商務省へ引き継がれた。
また同年に北海道運輸会社が設立され、函館丸を含む艦船8隻が3月23日から当分の間、同社へ貸し下げられた(4月8日付けで4隻追加)。
同年に北海道運輸会社は新設の共同運輸会社へ合併、7月26日付けで函館丸はそのまま共同運輸会社ヘ貸与の形となった。
1883年(明治16年)に老朽化のためにボイラーの交換、主機の改造など大規模な修理改造が行われた。
搭載の8cmクルップ砲4門は9月18日に海軍省へ無償で交付された。
1885年(明治18年)に逓信省が発足し船舶などは農商務省から引き継がれた。
同年末の要目は表の通り。
1886年(明治19年)4月14日付けで日本郵船(郵便汽船三菱会社と共同運輸会社の合併会社)へ函館丸を無償下附したと報告が出された。
1887年(明治20年)末の時点では、三井物産会社に所有が移っている。
1891年(明治24年)10月に石川県の前波宗吉が函館丸を16,300円で購入、函館港を母港に北海道各港への貨物運送に使用された。
翌1892年(明治25年)に函館区の能登善吉(函館での運航責任者)が18,000円で購入して船主となり、そのまま函館を母港に使用された。
函館丸は日清戦争に従軍し、1895年(明治28年)4月29日に竹敷を出港、6月4日に佐世保港に帰着の記録が残っている。
1905年8月27日、大田名部字門ノ沢岩礁に座礁し、全損となった。

## 船長
函容丸
- 笠間広盾 大尉:1874年12月9日[16][19] -
- 増田廣豊 大尉:1875年2月4日[40] -